# Intervención militar saudí en Yemen
La intervención militar saudí en Yemen, denominada bajo el nombre clave Operación Tormenta Decisiva, es un conflicto bélico que inició con la intervención militar por la coalición CCEAG liderados por Arabia Saudita en 2015. Esta intervención fue solicitada por el entonces presidente (reconocido internacionalmente como favorable a los saudíes) Abd Rabbuh Mansur al-Hadi, quien pidió ayuda militar tras ser derrocado por los hutíes debido a dificultades económicas y políticas.
En ciertos foros de la comunidad internacional se dice que la intervención cumple con el Artículo 2.4 de la Carta de las Naciones Unidas; pero esto ha sido cuestionado por algunos académicos. Inicialmente, la intervención consistió en una campaña de bombardeos contra los rebeldes hutíes y posteriormente, un bloqueo naval y el despliegue de fuerzas terrestres en Yemen. La coalición liderada por Arabia Saudita atacó las posiciones de la milicia hutí y a los leales al expresidente de Yemen, Alí Abdalá Salé, presuntamente apoyado por Irán (ver Conflicto de poder entre Irán y Arabia Saudita).
La guerra ha sido muy criticada, y provocó un dramático empeoramiento de la situación humanitaria de Yemen, que alcanzó el nivel de "desastre humanitario" o "catástrofe humanitaria", y que algunos han calificado de genocidio.
En 2019, la crisis se describió como un "conflicto militar que lleva años en punto muerto".
A principios de abril de 2022, ambas partes enfrentadas iniciaron una tregua auspiciada por las Naciones Unidas, luego de seis años de una anterior corta tregua, pero en octubre del mismo año ambos bandos no acordaron seguir con la misma.
A fines de julio de 2024, los hutíes y el gobierno de Yemen llegaron a un acuerdo para reducir las tensiones. Este acuerdo estipula la quita de sanciones bancarias en cada bando y el retorno de los vuelos de aerolíneas de países de la región desde y hacia Yemen

## Crisis interna e intervención militar
La intervención se produjo a solicitud del gobierno yemení, tras una ofensiva hutí contra su capital provisional, Adén luego de un levantamiento en el marco de la Primavera Árabe en 2011, que forzó al entonces presidente Ali Abdullah Saleh, a entregar el poder al vicepresidente, Abd Rabbu Mansour Hadi. Se pensó que una transición política llevaría la paz al país, pero esta transición fracasó y se produjo una lucha de poder entre los simpatizantes de Saleh, el movimiento rebelde de los hutíes, y las fuerzas de Hadi. Saleh, un mandatario yemení que había gobernado el país durante más de 30 años, se unió a los hutíes para expulsar a Hadi del gobierno yemení. Desde 2014, Saleh y los hutíes controlaban la capital, que quedó en manos solamente de los hutíes tras el asesinato de Saleh. 
En 2015 Arabia Saudita, alarmada por el avance de los hutíes, un grupo que considera apoyado militarmente por Irán, lanzó una campaña militar aérea para restaurar al gobierno de Hadi, que había pedido una intervención para recuperar la capital y eliminar la amenaza hutí. Además, Arabia Saudí se vio amenazada por Irán, la potencia regional chií y su principal competidor en Oriente Medio.
Los principales países que formaron la coalición internacional para derrocar a los hutíes fueron los Estados árabes sunís, incluidos Catar, Kuwait, Emiratos Árabes Unidos, Baréin, Egipto, Jordania, Marruecos, Sudán y Senegal. Algunos de estos países sólo participaron en incursiones aéreas, pero otros también enviaron tropas a Yemen para combatir por tierra.
La coalición de Arabia Saudita ha recibido apoyo logístico y de inteligencia de Estados Unidos, Reino Unido y Francia.

## Reacciones internacionales
Desde que se efectuó el golpe de Estado 2014-2015 que derrocó al gobierno democrático de Yemen, varios países de la Liga Árabe, entre ellos Arabia Saudí, Omán, Egipto y Jordania, han mostrado su descontento respecto a la guerra civil a la que ha dado lugar.

## Acciones y operaciones bélicas

### Ataques con misiles por parte de los hutíes
Tanto los buques estadounidenses como los buques saudíes fueron atacados por rebeldes hutíes con disparos de misiles y armas (supuestamente suministradas por Irán) o atentados suicidas.
El 4 de noviembre de 2017 una batería saudí detectó y destruyó un misil disparado desde Yemen y disparado por los hutíes. El Ministerio de Defensa de Yemen, controlado por los hutíes, informó tiempo después que se trató del lanzamiento de un misil balístico "Burqan 2H", basado en el SCUD soviético. El misil fue destruido tras ser interceptado en las cercanías del Aeropuerto Internacional Rey Khalid de Riad. Varios misiles y proyectiles fueron lanzados hacia Arabia por los hutíes en la frontera entre Yemen y Arabia.

### Incursión estadounidense contra posiciones de Al Qaeda y del Estado Islámico
Estados Unidos ha llevado a cabo también incursiones aéreas regulares contra posiciones de Al Qaeda y del Estado Islámico en Yemen, donde EE. UU. ha admitido haber concentrado sus tropas de operaciones especiales en 2017, y se han producido enfrentamientos con terroristas de estas organizaciones.

### Ofensiva de la coalición saudí y propuestas de diálogo rechazadas
En 2017, las fuerzas leales a Hadi, junto con combatientes tribales y separatistas suníes del sur del país, lograron detener el avance de los rebeldes hutíes en Adén. En agosto de 2017 las tropas de la coalición de Arabia Saudita tomaron control de Adén expulsando a los hutíes y a  sus aliados de gran parte del sur del país logrando que Hadi estableciera su gobierno de forma temporal en Adén, aunque la mayoría de los miembros de su gabinete continúan en el exilio.
En dicha guerra surgieron informes de divisiones en la delicada alianza entre los hutíes y los simpatizantes de Saleh. El 2 de diciembre de 2017, Saleh propuso un diálogo y nuevas relaciones con la coalición saudí. Los saudíes aceptaron la oferta pero no los rebeldes hutíes, quienes acusaron a Saleh de traición y prometieron seguir su lucha contra la coalición dirigida por Arabia Saudita. Poco después, Saleh fue asesinado.
Al menos 125 personas han muerto y otras 238 han resultado heridas en los enfrentamientos internos que estallaron a fines de noviembre de 2017 entre ambos bandos, según datos del Comité Internacional de la Cruz Roja (CICR).

### Batalla por el puerto de Al Hudayda
Desde principios de noviembre de 2018 la coalición encabezada por Arabia Saudita lanzó ataques contra los rebeldes hutíes que controlan el puerto de Al Hudayda. Ese puerto es fundamental tanto para los hutíes como para Yemen en general, ya que a través de él se abastece al país, lo que podría paliar su desastrosa situación humanitaria, además de ser el punto de aprovisionamiento militar de los propios hutíes. La coalición liderada por Arabia Saudí llevó a cabo una campaña por tierra y aire. Los hutíes respondieron atacando a los saudíes. Según Save The Children, al menos 150 personas han muerto en Al Hudayda desde el endurecimiento de los ataques aéreos.

#### Retirada huti de los puertos de Al Hudayda
Como parte del acuerdo del plan de paz auspiciado por la ONU en 2018, el 11 de mayo de 2019 los rebeldes hutíes comenzaron a retirarse de tres puertos en la provincia de Al Hudayda (noroeste). Esto supone no solo el cumplimiento de lo acordado en diciembre de 2018 en Suecia, sino también el primer paso para asegurar el acceso de la ayuda humanitaria a los puertos yemeníes.

### Retirada de tropas emiratíes de Adén
En cuanto a las fuerzas de coalición en octubre de 2019 las fuerzas militares de Emiratos Árabes Unidos decidieron retirar su contingente de tropas solo de la ciudad yemení de Adén (sur) mientras que le resto de las tropas sigue en pie combatiendo a las fuerzas enemigas en el sur de Yemen y otras regiones, confirmaron que la seguridad de la misma fue transferida a las fuerzas saudíes y las fuerzas armadas del gobierno yemení reconocido internacionalmente. Según los mandos militares emiratíes los la seguridad y la estabilidad fue restaurada en la provincia de Adén y recalcaron que las fuerzas armadas yemeníes están capacitadas para hacer frente al enemigo. Las fuerzas emiratíes entrenaron y armaron a las fuerzas yemeníes.

### Conversaciones y gestos de paz
A fines de noviembre de 2019 Arabia Saudí y Emiratos Árabes Unidos (EAU) abrieron canales de comunicación con los rebeldes hutis y con Irán. Los príncipes herederos de los dos países,  Mohamed Bin Salman y  Mohamed Bin Zayed, se reunieron en Abu Dhabi para sentar las bases de un alto el fuego. Según el Rey Salman de Arabia Saudí, en su discurso anual al consejo de la Shura, el órgano consultivo del país, dijo que su intención era buscar una solución política en Yemen. También Irak, EE. UU. y Pakistán se mostraron favorables a un proceso de diálogo que lleve a la paz.
En ese periodo las incursiones aéreas de la coalición internacional se redujeron un 80%. Por primera vez hubo periodos de 48 horas sin ningún bombardeo.
Por su parte los huties ofrecieron una tregua y liberaron a decenas de prisioneros, mientras que Arabia Saudí permitió la reapertura del aeropuerto de Saná para vuelos comerciales por motivos humanitarios y liberando, a su vez, a 200 prisioneros huties.

### Fin de la relativa calma. Combates y bombardeos
Luego de la tregua pactada en Hodeida se vivió una relativa calma en el país y en la guerra en si. Por su parte los rebeldes huties o sus aliados lanzaron misiles a través de drones contra las refinerías petroleras de Arabia Saudita. También lograron avanzar en la provincia petrolera de Marib. 
El 29 de marzo de 2020 los huties lanzaron un ataque con dos misiles sobre territorio saudí, el primero fue interceptado cerca de Riad, y causó dos heridos, el segundo cayó en Yazán, cerca de la frontera. Al día siguiente y en respuesta a ello los saudíes lanzaron una veintena de bombardeos de su aviación sobre la capital yemeni, Saná, provocando importantes destrozos en dos bases militares (una de ellas, en el aeropuerto), en una academia militar y en la televisión. Estas incursiones aéreas marcaron el fin de una relativa calma en la guerra.
Por otra parte el Secretario General de la ONU Antonio Guterres llamó a una pausa en los combates debido a la pandemia global del coronavirus.
Por su parte los saudíes anunciaron el 9 de abril de 2020 una pausa unilateral en el conflicto de dos semanas debido a causa de la pandemia, pero los hutíes la rechazaron y la tildaron de maniobra política y mediática.

### Acuerdo de formación de gobierno entre bandos opuestos
El 29 de julio de 2020 el Gobierno Central de Yemen y los separatistas del Consejo de Transición del Sur aceptaron formar un ejecutivo conjunto en 30 días y retirar las tropas de la ciudad de Adén. Así se desprende del informe del representante del Ministerio de Exteriores de Arabia Saudita, que propuso esta iniciativa para la reconciliación del país. Este acuerdo ha sido propuesto por Arabia Saudí para calmar la frágil situación humanitaria, económica y política que vive Yemen.

### Intercambio de prisioneros entre ambos bandos
En octubre de 2020, el Ejército de Yemen y la insurgencia hutí completaron el intercambio de prisioneros fijado en las conversaciones de paz en septiembre en Suiza para poner fin a más de cinco años de guerra en el país.
El intercambio de, aproximadamente, un millar de prisioneros de ambos bandos es el segundo y último día de traslados aéreos de combatientes, según las estimaciones del Comité Internacional de la Cruz Roja (CICR), la agencia oficial de noticias Saba y la cadena de televisión Al Masirah, en poder de los insurgentes, en un proceso interpretado como una reactivación del pacto de intercambio alcanzado y no aplicado hace dos años en Suecia.

### Atentado contra ministros de nuevo gobierno
A fines de diciembre de 2020, el presidente de Yemen, Abdo Rabbu Mansur Hadi, presto juramento desde la capital saudí, Riad, al nuevo Gobierno del país, reconocido como legítimo por la comunidad internacional, que cuenta entre su gabinete con integrantes de un movimiento separatista que se enfrentó a las autoridades hasta que intercedió Arabia Saudí para conseguir un acuerdo de unidad. Posiblemente debido a ello, huties llevaron a cabo un atentado en el aeropuerto de Aden, en el momento de llegada de los nuevos ministros del nuevo Gobierno de Unidad. El saldo resultó de 26 muertos entre periodistas y elementos de seguridad, ningún ministro resultó herido.

### Batalla de Marib
En febrero de 2021, los rebeldes huties se hicieron con el control de parte de la ciudad de Marib, ciudad clave en el conflicto, e intentan apoderarse por completo de ella. Se intento poner un freno a esta escalada en Marib pero los esfuerzos diplomáticos para alcanzar un alto el fuego en esta batalla que ha causado ya miles de muertos fracasaron, solo duro un tiempo determinado el alto el fuego. Marib es el último bastión en el norte del gobierno reconocido por la comunidad internacional.
La coalición liderada por Arabia Saudita atacó con sus aviones y bombardeó. Por su parte, los insurgentes afirmaron en una cadena de televisión que (para junio de ese año) la coalición llevó a cabo 17 ataques aéreos en diferentes regiones de la provincia de Marib.

### Tregua temporal
El 2 de abril de 2022, las partes enfrentadas comenzaron el cese de fuego en Yemen en seis años. Este cese del fuego es mediado por la ONU y tiene el propósito una duración mínima de 60 días, surge en medio de intensas gestiones internacionales por poner fin al devastador conflicto que ha afectado a uno de los países más pobres del mundo, colocándolo al borde de la hambruna.
El 2 de junio del mismo año, es decir dos meses después de que finalizara la tregua, se llegó a otro acuerdo con ambos bandos para la renovación de la misma.
Además de un alto el fuego relativamente respetado, la tregua incluía una serie de medidas para aliviar el sufrimiento de la población, como la reapertura del aeropuerto de la capital, Sanaá, a los vuelos comerciales, la facilitación del suministro de combustible y el levantamiento de los asedios impuestos a algunas ciudades.
El 2 de octubre del mismo año, las Naciones Unidas anunciaron que tanto los rebeldes hutíes como el gobierno yemení no llegaron a un acuerdo para prolongar la tregua, poniendo un probable fin a la relativa calma que se había conseguido en el país.

### Acuerdo entre los hutíes y el Gobierno de Yemen
El 22 de julio de 2024, los hutíes y el gobierno de Yemen llegaron a un acuerdo para reducir las tensiones. 
Este acuerdo estipula la quita de sanciones bancarias en cada bando y el retorno de los vuelos de aerolíneas de países de la región desde y hacia Yemen.

### Liberación de prisioneros por parte de los hutíes
El grupo rebelde de Yemen liberó unilateralmente un total de 153 prisioneros de guerra detenidos los años durante la guerra civil con las fuerzas del Gobierno yemení, informó el Comité Internacional de la Cruz Roja (CICR).
En mayo de 2024, el grupo hutí liberó unilateralmente a 113 prisioneros de guerra.
En abril de 2023, la ONU facilitó el intercambio de 900 prisioneros entre el Gobierno yemení y el grupo rebelde hutí.

## Presión internacional por la paz, acuerdo de alto el fuego y violación del acuerdo

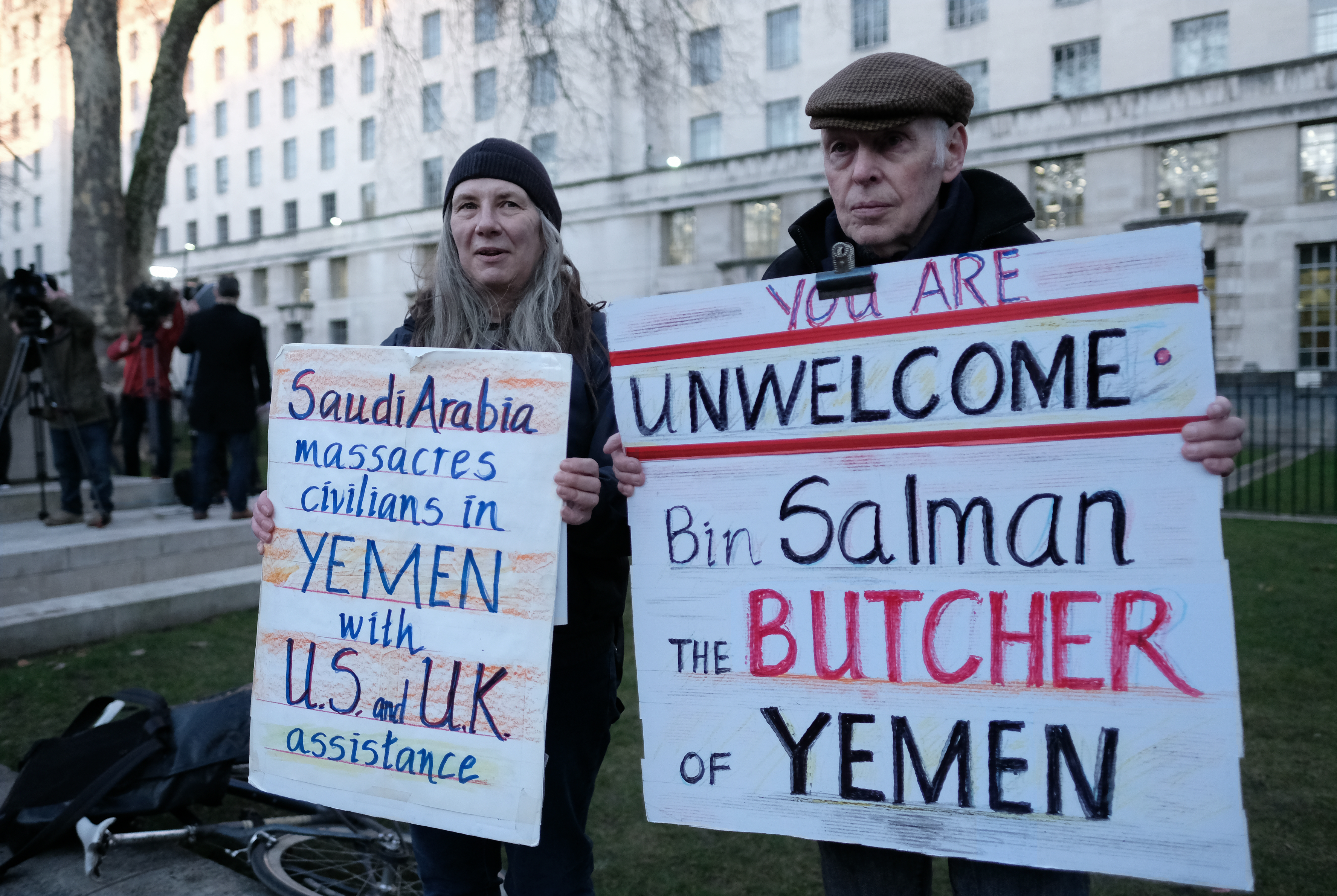
Protesta contra la guerra en Londres, 7 de marzo de 2018

El 19 de noviembre de 2018 el grupo rebelde chií de los hutíes aceptó detener los ataques con drones y misiles contra Arabia Saudí, Emiratos Árabes Unidos y las tropas yemeníes leales al presidente Abdo Rabu Mansur Hadi, como primer paso hacia una incierta ronda de diálogo, celebrada en Suecia, en la que se firmó un acuerdo de alto el fuego que entró en vigor el 18 de diciembre del mismo año, al mismo tiempo el rey saudí, Salmán ben Abdelaziz al Saúd, declaraba que su país reafirma su "continuo apoyo" a los esfuerzos de las Naciones Unidas para alcanzar una solución política en Yemen. La ONU y la comunidad intencional abogan por la paz, sobre todo, para paliar la difícil situación humanitaria que sufre el país, y envían a Martin Griffiths, que participó en las conversaciones de paz con los rebeldes hutíes en Suecia. Las declaraciones del rey saudita se produjeron después de que el Gobierno de Yemen, reconocido internacionalmente, también apoyara el proceso de diálogo por la paz. A causa de esta situación, y debido a la grave crisis humanitaria, Arabia ha relajado los bombardeos sobre la ciudad y el puerto de Al Hudayda, aunque algunas fuentes indicaron que los combates continuaron sobre la ciudad de Al Hudayda. La tregua también se aplica a los puertos de Salif y Ras Issa, en la misma provincia.
El 13 de diciembre de 2018 ambos bandos, junto a sus aliados, firmaron en Suecia un acuerdo de alto el fuego, pero tras su entrada en vigor, se detectaron violaciones de la tregua. Ambos bandos se acusaron mutuamente de violarla. Posteriormente observadores de las Naciones Unidas se desplazaron a Yemen para supervisar la situación en dicho país y consolidar el alto el fuego.
El 29 de diciembre de 2018 los rebeldes hutíes empezaron a abandonar el puerto y la ciudad de Al Hudayda en cumplimiento del tratado de paz acordado con la coalición liderada por Arabia Saudita gracias a la mediación de Naciones Unidas.

## EE.UU. retira apoyo militar a la coalición liderada por Arabia Saudita en Yemen
El 4 de febrero de 2021 el presidente estadounidense, Joe Biden, dijo que la guerra en Yemen debe acabar, prometiendo abandonar el apoyo de Washington a la ofensiva de Arabia Saudita contra los rebeldes hutíes y suspender la venta de armas, además expreso que la solución a este conflicto se debe dar por la vía diplomática. Arabia Saudí saludo el compromiso de Biden.
Por otra parte Estados Unidos retiró la designación de los rebeldes huties como grupos terroristas dada por la anterior administración del presidente Trump, mientras que los hutíes expresaron su apoyo a este enfoque de Estados Unidos.

## Designación de agrupación terrorista
Luego de quitar dicha designación como "terroristas" a los rebeldes hutíes por Biden, la administración Biden los volvió a catalogar de esa manera pero de una manera ligera, es decir no tan alusiva al terrorismo, supuestamente debido a cuestiones humanitarias que atravesaba Yemen. En 2025 el relecto presidente Trump, en su segunda administración los volvió a catalogar de esa manera, pero esta vez de manera mas tajante.

## Ataque a buques de guerra extranjeros y barcos comerciales
Los rebeldes huties se encargaron de disparar contra buques de guerra extranjeros sobre todo estadounidenses y británicos, y barcos mercantes (que transitaban por el Mar Rojo) relacionados según ellos a Israel debido a la ofensiva israelí sobre Gaza iniciada en 2023, con motivo de parar la agresión israelí a la Franja de Gaza (según los huties), debido a ello estos recibieron ataques de la alianza liderada por el bando anglo-estadounidense.

## Zonas controladas por ambos bandos
El país está prácticamente dividido en dos. Las fuerzas progubernamentales controlan el sur y una buena parte del centro, y los rebeldes hutíes ocupan el norte y zonas del oeste.

## Bajas y crisis humanitaria
Desde entonces se calcula que más de 16 000 personas han muerto y más de 40 000 han resultado heridas en una cruenta guerra y el país se encuentra inmerso en una crisis humanitaria por hambrunas y enfermedades como el cólera. Además la ONU indica que 14,5 millones de personas no tienen acceso a agua potable segura y a infraestructuras de saneamiento adecuado, y 14,8 millones no cuentan con atención sanitaria. La OMS señala en su informe que el número de yemeníes que necesitan asistencia humanitaria ha aumentado de 18,8 millones a 20,7 millones desde enero de 2017.
Otras fuentes apuntan a que la cifra total de muertes –sumando las causadas por la guerra, las hambrunas y las enfermedades– alcanza los 100 000 muertos.